# Eunidia tubericollis
Eunidia tubericollis är en skalbaggsart som beskrevs av Stefan von Breuning 1961. Eunidia tubericollis ingår i släktet Eunidia och familjen långhorningar.
Artens utbredningsområde är Zimbabwe. Inga underarter finns listade i Catalogue of Life.